# Eremulus australis
Eremulus australis är en kvalsterart som beskrevs av Wen 1988. Eremulus australis ingår i släktet Eremulus och familjen Eremulidae. Inga underarter finns listade i Catalogue of Life.